# Estructura interna de las oraciones
La estructura interna de las oraciones incluye las diversas propuestas y enfoques teóricos para explicar por qué las oraciones no son simplemente concatenaciones simples de palabras. Es decir, las oraciones no se componen de cadenas de palabras ordenadas arbitrariamente sin sentido. Contrariamente a esto es un hecho conocido que existen "principios" o "reglas" de buena formación que cualquier hablante conoce de manera intuitiva sin necesidad de instrucción formal. Es decir, la organización interna de las oraciones está regida por numerosas restricciones o reglas que todos los hablantes nativos conocen, aunque generalmente solo a nivel inconsciente. Este dominio interno e inconsciente que poseemos los hablantes de las reglas de nuestra lengua es lo que se llama competencia lingüística.

## Introducción
En términos generales, las oraciones, así como sus partes constituyentes, no son simplemente una secuencia de palabras en la que sólo importa la palabra inmediatamente anterior y posterior. Para decidir si una oración está correctamente formada, debe atenderse a factores estructurales y no de simple concatenación. Las oraciones de las lenguas humanas se caracterizan por ser estructuralmente complejas. Eso significa que las diversas secuencias forman entre sí unidades sintácticas llamadas constituyentes sintácticos. Estos constituyentes se reconocen mediante las llamadas pruebas de constituencia, que nos revelan la estructura sintáctica interna de las oraciones. Entre las pruebas de constituencia sintáctica están por ejemplo la alteración del orden de los elementos, cuando éstos se desplazan en bloque, o cuando un pronombre sustituye una parte de la oración sólo reemplaza a secuencias o "bloques" específicos.
Aunque no todas las teorías lingüísticas o enfoques de estudio de la oración son idénticos, difieren a veces en la manera de analizar las oraciones. Todos admiten sin problemas que las oraciones pueden ser descompuestas en ciertos constituyentes maximales llamados sintagmas (también llamados a veces frases sintácticas), los cuales a su vez se dividen en sintagmas y posiblemente otros constituyentes no sintagmáticos.

## Enfoque generativista
Los detalles del análisis generativista de la estructura de la oración han ido variando desde la primera propuesta de 1957. El modelo original usaba reglas de reescritura de acuerdo al cual la estructura es "generada" por una serie de substituciones recursivas. Así, originalmente una oración era la reunión de dos elementos heterogéneos denominada sintagma nominal (sujeto) y sintagma verbal (predicado). En consecuencia, a un nivel más alto la estructura estaba generada mediante la siguiente regla de reescritura o regla de estructura sintagmática:

(1){\displaystyle {\mbox{O}}\to {\mbox{SN}}\ {\mbox{SV}}}

La idea era algo así como que el hablante, al querer enunciar una proposición lógica, establecía que necesitaba definir un elemento "sujeto" y asignarle un "predicado". Esta misma estructura se suele escribir como árbol de dos ramas:
A partir de ahí existían otras reglas que supuestamente estaría aplicando el hablante para reproducir la estructura del sujeto y el predicado para dar lugar a una oración bien formada. El estudio de las oraciones producidas llevó a considerar la necesidad de analizar las oraciones compuestas y de dar cuenta de la concordancia de tiempo y marcaje de persona en los verbos, por lo que la simple regla (1) se substituyó por una algo más complicada para oraciones principales y una subregla para oraciones subordinadas. Estas reglas propuestas en el marco del modelo GB son:

(2){\displaystyle {\mbox{O}}\to {\mbox{SN INFL SV}},\qquad {\mbox{O}}'\to {\mbox{Comp O}}}

Donde "INFL" representaba los elementos obligatorios de inflexión y "Comp" daba cuenta de los elementos subordinantes que introducían las oraciones subordinadas. Este modelo (2) presentaba aún algunas inconveniencias teóricas, como el que la oración siguiera siendo tratada como una construcción exocéntrica y existieran reglas no binarias, como la primera parte de la regla anterior. Por una serie de buenas razones, Chomsky propuso en 1986 un modelo que incorporaba la hipótesis de endocentricidad generalizada para todos los sintagmas, trataba en pie de igualdad las categorías funcionales y las léxicas según el cual la estructura de todas las oraciones debía ser de la forma:
```
  SC(omplementador) [=O']
 /  \
SX  C'
   / \
  Cº ST(tiempo) [=O]
     / \
    SN  T'
       / \
      Tº  SV

```

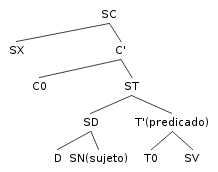
Esquema de una oración maximal, modelizada como sintagma de tiempo con la estructura ampliada para el complementador.

Donde SN sería el sintagma nominal sujeto, Cº la partícula que introduce una oración que podría no existir y SX un especificador del sintagma complementante. Tº representaría aquí un verbo auxiliar o un verbo en forma finita, SV el sintagma verbal que en la gramática tradicional se identificaba con el predicado. Cada uno de estos sintagmas constituyentes además podía tener su propia estructura interna. Un ejemplo completo de oración con esta estructura sería:
¡Qué cosas que ha dicho el sacerdote!
Donde Qué cosas sería el SX, que Cº, el sacerdote sería el SN (nótese que el árbol anterior presupone una jerarquía y no un orden de palabra), ha representaría Tº y dicho el SV.

## Enfoque funcionalista
Al igual que el enfoque generativista, el enfoque funcionalista ha sufrido cambios. El punto de vista más reciente consiste en ver las categorías como un haz de rasgos o un continuum, y no tanto como unidades discretas y perfectamente clasificables. Así, dentro de las categorías existirá una gradación y ciertas categorías contendrán elementos más prototípicos que otros que representen mejor al común de la categoría.
Debido a esa peculiaridad del enfoque funcionalista, no existe una definición formal de oración que permita identificar un conjunto concreto de propiedades que permita decidir si una determinada secuencia constituye o no una oración. Por el contrario, el enfoque funcionalista considera que típicamente una oración tiende a tener las siguientes propiedades:
- Desde el punto de vista de la entonación, está delimitada por dos pausas (una al inicio y otra al final).
- Desde el punto de vista semántico, transmite un mensaje con sentido cabal para un determinado contexto, o sea, no precisa nada más para ser interpretada.
- Desde el punto de vista sintáctico, es autónoma. Esto significa que la oración no está incluida dentro de otra unidad gramatical. También es importante señalar que toda oración posee un verbo conjugado.

Obviamente, habrá secuencias que encajen mejor que otras con las condiciones anteriores y serán ejemplos más prototípicos de oración. Sin embargo, si falta alguna de estas propiedades o se da en pequeño grado, eso no permite decidir si se trata o no de una oración, ya que el concepto de oración, como otros en el enfoque funcional, sería una cuestión de grados.

### Sintagmas
El enfoque funcionalista analiza la mayoría de oraciones como formadas por dos constituyentes sintátcticos principales llamados usualmente frase nominal o sintagma nominal, sujeto y frase verbal, sintagma verbal o predicado. Además, cada uno de estos constituyentes principales puede contener algunos subconstituyentes menores.
- Frase Nominal (FN): Es la estructura sintáctica que posee un sustantivo (sust) como núcleo. Normalmente el sustantivo que sirve de núcleo está acompañado por una serie de modificadores llamados determinantes (det), aunque puede darse el caso de que no posea ninguno (esto ocurre especialmente con los sustantivos propios). En las lenguas existen diversos tipos de determinantes. En español, los más relevantes son los siguientes:
- Artículos (art): Identifican al referente de la FN. Ejemplos: el, la, los, las, un, unas, etc.
- Demostrativos (dem): Refieren la proximidad espacial (y temporal) de la FN. Ejemplos: este, esa, aquellas, etc.
- Posesivos (pos): Como su nombre indica, expresan posesión. Ejemplos: su, nuestra, tu, etc.
- Cuantificadores (cuant): Como su nombre indica, expresan cantidad. Ejemplos: varios, algunas, todos, etc.

Las FN, además de los determinantes, pueden contener dentro de sí mismas una Frase Preposicional (FP), las cuales se constituye por una preposición (a, de, con, por, etc.) y otra FN. Sin embargo, no todas las FP están dentro de una FN; algunas poseen independencia sintáctica dentro de la oración.
- Frase Verbal (FV): Es la estructura sintáctica que posee un verbo (V) como núcleo. El verbo puede ir acompañado por una serie de pronombres átonos llamados clíticos (clít) y por verbos auxiliares (aux) como haber, ser o estar.